# پادایاپا
پادایاپا (به تامیلی: Padayappa) فیلمی محصول سال ۱۹۹۹ و به کارگردانی کی. اس. راویکومار است. در این فیلم بازیگرانی همچون سیواجی گانسان، راجینیکانت، رامیا کریشنان، سونداریا، لاکشمی، نثار، عباس، پراکاش راج و پریتا ویجایاکومار ایفای نقش کرده‌اند.